# Amphiporus retrotumidus
Amphiporus retrotumidus är en djurart som tillhör fylumet slemmaskar, och som beskrevs av Jirô Iwata 1957. Amphiporus retrotumidus ingår i släktet Amphiporus och familjen Amphiporidae. Inga underarter finns listade i Catalogue of Life.